# لیگ قهرمانان اروپا ۱۹–۲۰۱۸
لیگ قهرمانان اروپا ۱۹–۲۰۱۸ شصت و چهارمین دوره از مسابقات فوتبال باشگاه‌های برتر اروپا و بیست و هفتمین دورهٔ لیگ قهرمانان اروپا بود.
فینال این مسابقات در ورزشگاه واندا متروپولیتانو در شهر مادرید انجام خواهد شد. قهرمان این دوره لیگ قهرمانان اروپا حق بازی در برابر قهرمان لیگ اروپا ۱۹–۲۰۱۸ در سوپر جام اروپا ۲۰۱۹ را کسب خواهد کرد. آنها همچنین به‌طور خودکار برای مرحله گروهی لیگ قهرمانان ۲۰–۲۰۱۹ یوفا واجد شرایط خواهند بود. در این رقابت‌ها برای اولین بار از تکنولوژی VAR (کمک‌داور ویدئویی) از مرحله یک‌هشتم نهایی به بعد استفاده شد.
رئال مادرید مدافع عنوان قهرمانی برای ۳ فصل متوالی ۱۶–۲۰۱۵، ۱۷–۲۰۱۶ و ۱۸–۲۰۱۷ است. اگرچه در این دوره در مرحله یک‌هشتم نهایی توسط آژاکس از رقابت‌ها حذف شد.

## مرحله حذفی
در مرحلهٔ حذفی، تیم‌ها در بازی‌های رفت و برگشت به مصاف هم می‌روند به غیر از بازی فینال که تک‌بازی است.
قوانین قرعه‌کشی این مرحله به این شرح است:
- در دور یک‌هشتم نهایی، تیم‌های اول هر گروه در بازی برگشت میزبان خواهند بود؛ همچنین تیم‌هایی که در یک گروه قرار دارند یا از یک کشور هستند، به هم نمی‌خورند.
- در دور یک‌چهارم به بعد، هیچ سیدبندی‌ای وجود ندارد و احتمال رویارویی هر تیمی با تیم دیگر وجود دارد.

### یک‌هشتم نهایی
قرعه‌کشی مرحله یک‌هشتم نهایی در تاریخ ۱۷ دسامبر ۲۰۱۸ انجام شد. مسابقات دور رفت این مرحله در تاریخ‌های ۱۲، ۱۳، ۱۹ و ۲۰ فوریه و مسابقات دور برگشت نیز در تاریخ‌های ۵، ۶، ۱۲ و ۱۳ مارس برگزار شد.
| تیم ۱          | نتیجه‌نهایی | تیم ۲            | بازی رفت | بازی برگشت |
| -------------- | ---------- | ---------------- | -------- | ---------- |
| شالکه ۰۴       | ۲–۱۰       | منچستر سیتی      | ۲–۳      | ۰–۷        |
| اتلتیکو مادرید | ۲–۳        | یوونتوس          | ۲–۰      | ۰–۳        |
| منچستر یونایتد | ۳–۳ (گ.ز.) | پاری سن ژرمن     | ۰–۲      | ۳–۱        |
| تاتنهام        | ۴–۰        | بوروسیا دورتموند | ۳–۰      | ۱–۰        |
| لیون           | ۱–۵        | بارسلونا         | ۰–۰      | ۱–۵        |
| آ اس رم        | ۳–۴        | پورتو            | ۲–۱      | (و.ا.)1–3  |
| آژاکس          | ۵–۳        | رئال مادرید      | ۱–۲      | ۴–۱        |
| لیورپول        | ۳–۱        | بایرن مونیخ      | ۰–۰      | ۳–۱        |

### مسابقات
| شالکه ۰۴ آلمان                            | ۲–۳        | باشگاه فوتبال منچستر سیتی                              |
| ----------------------------------------- | ---------- | ------------------------------------------------------ |
| - نبیل بن طالب ۳۸' (پنالتی)، ۴۵' (پنالتی) | گزارش بازی | - سرخیو آگوئرو ۱۸' - لروی سانه ۸۵' - رحیم استرلینگ ۹۰' |

| منچستر سیتی                                                                                               | ۷–۰        | شالکه ۰۴ |
| --- | ---------- | -------- |
| - آگوئرو ۳۵' (پنالتی)، ۳۸' - سانه ۴۲' - استرلینگ ۵۶' - برناردو سیلوا ۷۱' - فیل فودن ۷۸' - گابریل ژسوس ۸۴' | گزارش بازی |          |

منچستر سیتی در مجموع با نتیجه ۱۰–۲ برنده شد.
| اتلتیکو مادرید                      | ۲–۰        | یوونتوس |
| ----------------------------------- | ---------- | ------- |
| - خوزه خیمنز ۷۸' - دیه گو گودین ۸۳' | گزارش بازی |         |

| یوونتوس                                    | ۳–۰        | اتلتیکو مادرید |
| ------------------------------------------ | ---------- | -------------- |
| - کریستیانو رونالدو ۲۷'، ۴۸'، ۸۶' (پنالتی) | گزارش بازی |                |

یوونتوس در مجموع ۳–۲ برنده شد.
| منچستر یونایتد | ۰–۲        | پاری سن ژرمن                          |
| -------------- | ---------- | ------------------------------------- |
|                | گزارش بازی | - پینل کیمپمبه ۵۳' - کیلین امباپه ۶۰' |

| پاری سن ژرمن     | ۱–۳        | منچستر یونایتد                                        |
| ---------------- | ---------- | ----------------------------------------------------- |
| - خوآن برنات ۱۲' | گزارش بازی | - روملو لوکلکو ۲'، ۳۰' - مارکوس رشفورد ۹۰+۴' (پنالتی) |

منچستر یونایتد با نتیجه ۳–۳ با قانون گل زده در خانه حریف برنده شد.
| تاتنهام هاتسپر                                             | ۳–۰        | بروسیا دورتموند |
| ---------------------------------------------------------- | ---------- | --------------- |
| - سون هیونگ مین ۴۷' - یان فرتونگن ۸۳' - فرناندو یورنته ۸۶' | گزارش بازی |                 |

| بروسیا دورتموند | ۰–۱        | تاتنهام هاتسپر |
| --------------- | ---------- | -------------- |
|                 | گزارش بازی | - هری کین ۴۹'  |

تاتنهام در مجموع با نتیجه ۴–۰ برنده شد.
| لیون | ۰–۰        | بارسلونا |
| ---- | ---------- | -------- |
|      | گزارش بازی |          |

| بارسلونا                                                                              | ۵–۱        | لیون        |
| ------------------------------------------------------------------------------------- | ---------- | ----------- |
| - لیونل مسی ۱۸' (پنالتی)، ۷۸' - فیلیپه کوتینیو ۳۱' - جرارد پیکه ۸۱' - عثمان دمبله ۸۶' | گزارش بازی | - توزار ۵۸' |

بارسلونا در مجموع با نتیجه ۵–۱ برنده شد.
| رم                        | ۲–۱        | پورتو      |
| ------------------------- | ---------- | ---------- |
| - نیکولو زانیولو ۷۰'، ۷۶' | گزارش بازی | - لوپز ۷۹' |

| پورتو                                                           | ۳–۱ (و.ا.) | رم                          |
| --------------------------------------------------------------- | ---------- | --------------------------- |
| - فرانچسکو سوارز ۲۶' - موسی مارگا ۵۲' - الکس تلیس ۱۱۷' (پنالتی) | گزارش بازی | - دنیله د روسی ۳۷' (پنالتی) |

پورتو در مجموع ۴–۳ برنده شد.
| آژاکس           | ۱–۲        | رئال مادرید                         |
| --------------- | ---------- | ----------------------------------- |
| - حکیم زیاش ۷۵' | گزارش بازی | - کریم بنزما ۶۰' - مارکو آسنسیو ۸۷' |

| رئال مادرید        | ۱–۴        | آژاکس                                                           |
| ------------------ | ---------- | --------------------------------------------------------------- |
| - مارکو آسنسیو ۷۰' | گزارش بازی | - حکیم زیاش ۷' - داوید نرس ۱۸' - دوشان تادیچ ۶۲' - لاس شونه ۷۲' |

آژاکس در مجموع ۵–۳ برنده شد.
| لیورپول | ۰–۰        | بایرن مونیخ |
| ------- | ---------- | ----------- |
|         | گزارش بازی |             |

| بایرن مونیخ                 | ۱–۳        | لیورپول                                    |
| --------------------------- | ---------- | ------------------------------------------ |
| - ژوئل ماتیپ ۳۹' (گل‌به‌خودی) | گزارش بازی | - سادیو مانه ۲۶'، ۸۴' - ویرجیل فن دایک ۶۹' |

لیورپول در مجموع ۳–۱ برنده شد.

### یک‌چهارم نهایی
قرعه‌کشی مرحله یک‌چهارم نهایی در تاریخ ۱۵ مارس ۲۰۱۹ انجام خواهد شد. مسابقات دور رفت این مرحله در تاریخ‌های ۹ و ۱۰ آوریل و مسابقات دور برگشت نیز در تاریخ‌های ۱۶ و ۱۷ آوریل برگزار شد.
تیم‌های راه یافته
- منچستر سیتی
- منچستریونایتد
- لیورپول
- تاتنهام
- بارسلونا
- یوونتوس
- آژاکس
- پورتو

| تیم ۱          | نتیجه‌نهایی | تیم ۲       | بازی رفت | بازی برگشت |
| -------------- | ---------- | ----------- | -------- | ---------- |
| لیورپول        | ۶–۱        | پورتو       | ۲–۰      | ۴–۱        |
| تاتنهام        | ۴–۴ (گ.ز.) | منچستر سیتی | ۱–۰      | ۳–۴        |
| منچستر یونایتد | ۰–۴        | بارسلونا    | ۰–۱      | ۰–۳        |
| آژاکس          | ۳–۲        | یوونتوس     | ۱–۱      | ۲–۱        |

### مسابقات
| آژاکس     | ۱–۱        | یوونتوس       |
| --------- | ---------- | ------------- |
| - نرس ۴۶' | گزارش بازی | - رونالدو ۴۵' |

| یوونتوس       | ۱–۲        | آژاکس                         |
| ------------- | ---------- | ----------------------------- |
| - رونالدو ۲۸' | گزارش بازی | - ون دی بیک ۳۴' - دی لیخت ۶۷' |

آژاکس در مجموع ۳–۲ برنده شد.
| لیورپول                 | ۲–۰        | پورتو |
| ----------------------- | ---------- | ----- |
| - کیتا ۵' - فیرمینو ۲۶' | گزارش بازی |       |

| پورتو          | ۱–۴        | لیورپول                                           |
| -------------- | ---------- | ------------------------------------------------- |
| - میلیتائو ۶۹' | گزارش بازی | - مانه ۲۶' - صلاح ۶۵' - فیرمینو ۷۷' - فن دایک ۸۴' |

لیورپول در مجموع ۶–۱ برنده شد
| تاتنهام هاتسپر      | ۱–۰        | منچستر سیتی |
| ------------------- | ---------- | ----------- |
| - سون هیونگ-مین ۷۸' | گزارش بازی |             |

| منچستر سیتی                                 | ۴–۳        | تاتنهام هاتسپر                       |
| ------------------------------------------- | ---------- | ------------------------------------ |
| - استرلینگ ۴'، ۲۱' - سیلوا ۱۱' - آگوئرو ۵۹' | گزارش بازی | - سون هیونگ-مین ۷'، ۱۰' - یورنته ۷۳' |

تاتنهام در مجموع با نتیجه ۴–۴ با قانون گل زده در خانه حریف برنده شد .
| منچستر یونایتد | ۰–۱        | بارسلونا             |
| -------------- | ---------- | -------------------- |
|                | گزارش بازی | - شاو ۱۲' (گل‌به‌خودی) |

| بارسلونا                     | ۳–۰        | منچستر یونایتد |
| ---------------------------- | ---------- | -------------- |
| - مسی ۱۶'، ۲۰' - کوتینیو ۶۱' | گزارش بازی |                |

بارسلونا در مجموع ۴–۰ برنده شد

### نیمه نهایی
قرعه‌کشی مرحله نیمه نهایی در تاریخ ۱۵ مارس ۲۰۱۹ انجام شد (بعد از قرعه‌کشی مرحله یک‌چهارم نهایی). مسابقات دور رفت این مرحله در تاریخ ۳۰ آوریل و مسابقات دور برگشت نیز در تاریخ ۱ مه برگزار شد.
| تیم ۱    | نتیجه‌نهایی | تیم ۲   | بازی رفت | بازی برگشت |
| -------- | ---------- | ------- | -------- | ---------- |
| بارسلونا | ۳–۴        | لیورپول | ۳–۰      | ۰–۴        |
| تاتنهام  | ۳–۳ (گ. ز) | آژاکس   | ۱–۰      | ۳–۲        |

اگر دو تیم برنده در بازی رفت یک چهارم نهایی میزبان یا میهمان بوده باشد میزبان بازی رفت و برگشت با قرعه کشی مشخص خواهد شد.

### مسابقات
| تاتنهام | ۰–۱        | آژاکس            |
| ------- | ---------- | ---------------- |
|         | گزارش بازی | دونی ون‌دی‌بیک ۱۵' |

| آژاکس               | ۲–۳        | تاتنهام            |
| ------------------- | ---------- | ------------------ |
| دی لیخت ۵' زیاش ۳۶' | گزارش بازی | مورا ۵۵'، ۵۹'، ۹۶' |

تاتنهام با نتیجه ۳–۳ با توجه به قانون گل زده در خانه حریف برنده شد.
| بارسلونا                 | ۳–۰        | لیورپول |
| ------------------------ | ---------- | ------- |
| سوارز ۲۶' · مسی ۷۵'، ۸۲' | گزارش بازی |         |

| لیورپول                                            | ۴–۰        | بارسلونا |
| -------------------------------------------------- | ---------- | -------- |
| دیووک اوریگی ۷'، ۷۹' · جورجینیو واینالدوم ۵۴'، ۵۶' | گزارش بازی |          |

لیورپول در مجموع ۴–۳ برنده شد.

### فینال
فینال مسابقات در تاریخ ۱ ژوئن ۲۰۱۹ در ورزشگاه واندا متروپولیتانو واقع در مادرید برگزار شد. تیم «میزبان» (جهت اهداف سازمانی) با یک قرعه‌کشی اضافی که بعد از مسابقات مرحله یک‌چهارم نهایی و نیمه نهایی انجام شد تعیین شد.
| تاتنهام | ۰–۲   | لیورپول                       |
| ------- | ----- | ----------------------------- |
|         | گزارش | صلاح ۲' (پنالتی) · اوریگی ۸۷' |

## قهرمان
| قهرمان لیگ قهرمانان اروپا ۱۹–۲۰۱۸ |
| --------------------------------- |
| لیورپول                           |
| ششمین قهرمانی                     |

## بهترین گلزنان
تا تاریخ ۹ مه ۲۰۱۹
| رتبه | بازیکن            | تیم          | تعداد گل | دقایق بازی |
| ---- | ----------------- | ------------ | -------- | ---------- |
| ۱    | لیونل مسی         | بارسلونا     | ۱۲       | ۸۳۷        |
| ۲    | روبرت لواندوفسکی  | بایرن مونیخ  | ۸        | ۷۱۴        |
| ۳    | سرجیو آگوئرو      | منچستر سیتی  | ۶        | ۵۱۰        |
| ۳    | کریستیانو رونالدو | یوونتوس      | ۶        | ۷۴۹        |
| ۳    | موسی مارگا        | پورتو        | ۶        | ۸۴۰        |
| ۳    | دوشان تادیچ       | آژاکس        | ۶        | ۱۰۸۰       |
| ۷    | آندری کراماریچ    | هوفنهایم     | ۵        | ۴۸۱        |
| ۷    | پائولو دیبالا     | یوونتوس      | ۵        | ۵۱۸        |
| ۷    | نیمار             | پاری سن ژرمن | ۵        | ۵۳۲        |
| ۷    | ادین ژکو          | آ اس رم      | ۵        | ۵۷۰        |
| ۷    | لوکاس مورا        | تاتنهام      | ۵        | ۷۲۵        |
| ۷    | هری کین           | تاتنهام      | ۵        | ۷۷۸        |
| ۷    | رحیم استرلینگ     | منچستر سیتی  | ۵        | ۸۷۱        |
| ۷    | محمد صلاح         | لیورپول      | ۵        | ۱۰۵۸       |

## بهترین پاسورها
تا تاریخ ۹ May ۲۰۱۹
| رتبه | بازیکن               | تیم          | تعداد پاس گل | دقایق بازی |
| ---- | -------------------- | ------------ | ------------ | ---------- |
| ۱    | لروی سانه            | منچستر سیتی  | ۵            | ۳۹۵        |
| ۱    | لوییس سوارز          | بارسلونا     | ۵            | ۹۰۰        |
| ۱    | یوردی آلبا           | بارسلونا     | ۵            | ۹۹۰        |
| ۱    | دوشان تادیچ          | آژاکس        | ۵            | ۱۰۸۰       |
| ۵    | کوین دی بروینه       | منچستر سیتی  | ۴            | ۲۴۷        |
| ۵    | ریاض محرز            | منچستر سیتی  | ۴            | ۳۸۸        |
| ۵    | کارلوس سولر          | والنسیا      | ۴            | ۳۹۰        |
| ۵    | ادین ژکو             | آ اس رم      | ۴            | ۵۷۰        |
| ۵    | کیلین امباپه         | پاری سن ژرمن | ۴            | ۷۰۱        |
| ۵    | ترنت الکساندر-آرنولد | لیورپول      | ۴            | ۹۲۱        |

## توضیحات
1. ↑  تاتنهام هاتسپر بازی مرحلهٔ یک‌هشتم نهایی‌اش را به دلیل تأخیر در ساخت استادیوم جدید خود به جای ورزشگاه همیشگی، در ورزشگاه ویمبلی لندن انجام داد.[۱۱]